# Marcello Lante

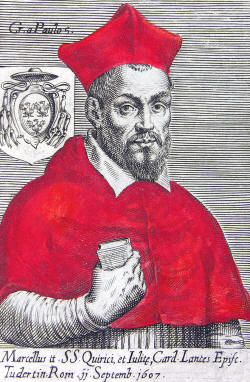
Marcello Kardinal Lante

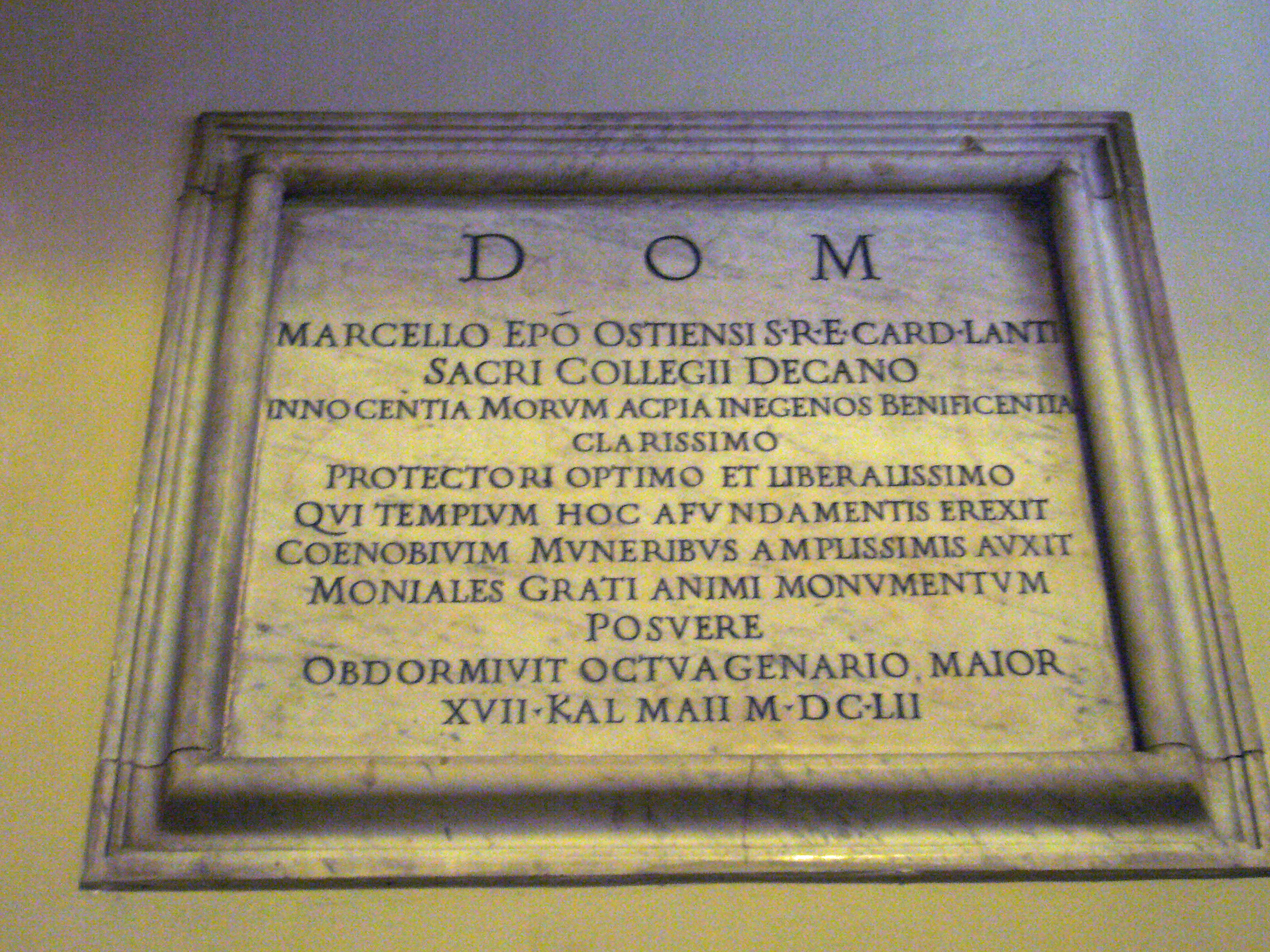
Gedenkstein für Kardinal Lante (Kirche San Giuseppe a Capo le Case, Rom, 1652)

Marcello Lante, auch Marcello Lante della Rovere, (* 1561 in Rom; † 19. April 1652 ebenda) war ein italienischer Geistlicher, Bischof und Kardinal der Römischen Kirche.

## Leben
Er war das dritte von neun Kindern des Ludovico Lante und dessen Ehefrau Lavinia Maffei, einer Schwester der Kardinäle Bernardino und Marcantonio Maffei, deren Neffe er daher war. Seine Schwester Virginia Lante war verheiratet mit Giovan Battista Borghese, einem Bruder des Papstes Paul V. Ein Cousin von ihm war Kardinal Orazio Maffei. Seine eigenen Neffen Gregorio Naro und Tiberio Cenci wurden später ebenfalls Kardinäle, wie auch seine Großneffen Federico Marcello Lante und zwei später lebende Familienmitglieder, Alessandro Lante und Antonio Lante. Er war verwandt mit den Herzögen Della Rovere.
Unter dem Pontifikat von Clemens VIII. wurde er Kleriker der Apostolischen Kammer und später deren Auditor. Im Konsistorium vom 11. September 1606 erhob ihn Papst Paul V. zum Kardinalpriester, und am 9. Oktober 1606 erhielt er die Titelkirche Santi Quirico e Giulitta.
Marcello Lante wurde am  18. Dezember 1606 zum Bischof von Todi ernannt. Die Bischofsweihe spendete ihm am 14. Januar 1607 im Vatikanpalast Papst Paul V. selbst, Mitkonsekratoren waren die Kardinäle Ottavio Paravicini und Carlo Conti. Er nahm am Konklave 1621 teil, bei dem Papst Gregor XV. gewählt wurde, und am Konklave 1623, aus dem Urban VIII. als Papst hervorging. Den Bischofssitz von Todi gab er vor dem 6. Oktober 1625 auf. Vom 13. Januar 1625 bis zum 7. Januar 1626 war er Camerlengo des Kardinalskollegiums. Am 20. März 1628 wechselte er zur Titelkirche Santa Prassede.
Am 20. August 1629 wurde er Kardinalbischof von Palestrina; bereits am 8. Oktober desselben Jahres wechselte er zum suburkbikarischen Sitz von Frascati. Das suburkbikarische Bistum Porto e Santa Rufina hatte er ab dem 28. März 1639 inne, zugleich war er Subdekan des Kardinalskollegiums. Mit dem 1. Juli 1641 stieg er zum Dekan des Kardinalskollegiums und damit zum Kardinalbischof von Ostia e Velletri auf. Als solcher leitete er das Konklave 1644, das Papst Innozenz X. wählte.
Er starb in Rom und wurde in der dortigen Kirche San Nicola da Tolentino agli Orti Sallustiani beigesetzt, in der er sich eine Grabkapelle hatte errichten lassen.